# Selsø Sø
Selsø Sø er en af Sjællands fuglerigeste søer, beliggende i Hornsherred, navngivet efter godset Selsø. Søen blev skabt i 1600-tallet ved en inddæmning af en bugt i Roskilde Fjord. Selsø Sø er en lavvandet sø med små, vegetationsrige øer, omgivet af rørsump og kreaturafgræssede enge. Vanddybden er højst 2 meter, og søarealet er i dag på 90 hektar. Med undtagelse af mindre strækninger mod nord og øst er søen omgivet af et rørskovsbælte. Dæmningen ud mod Møllekrog er ikke helt tæt, så lidt saltvand trænger undertiden ind i søen. Eftersom saltindholdet ligger og svinger omkring 1%, må Selsø Sø betegnes som en brakvandssø.

## Naturbeskyttelse
Selsø Sø og dens omgivelser er et naturreservat, og i alt 768 hektar, er fredet i flere omgange, og der blev gennemført en genoprettelse af den nordlige del af søen i 1997.
Søen er en del af Nationalparken Skjoldungernes Land og Natura 2000--område nr. 136 Roskilde Fjord og Jægerspris Nordskov

## References
1. ↑  Selsø sø
2. 1 2  Om fredningen på fredninger.dk
3. ↑  "Natura 2000-område nr. 136" (PDF). Arkiveret fra originalen (PDF) 11. september 2018. Hentet 11. september 2018.

55°44′43.97″N 11°59′48.13″Ø / 55.7455472°N 11.9967028°Ø